# Unterlöwenthal
Unterlöwenthal ist ein Ortsteil der Gemeinde Weiding im Oberpfälzer Landkreis Schwandorf in Bayern.

## Geographische Lage
Die drei Anwesen des Weilers Unterlöwenthal liegen im Tal des Hüttenbachs südlich von Stadlern. Die Mühle in Unterlöwenthal ist, von Stadlern aus gezählt, die sechste Mühle im Hüttenbach Tal (darüber: Stadlermühle, Tabakmühle, Cäcilienmühle (Ruine), Sägmühle, Andreasthal). Weiding liegt rund 3,5 Straßenkilometer entfernt.

## Einwohnerentwicklung
Bei der Volkszählung von 1871 wurden acht Einwohner, ein Gebäude und zwei Rindviecher festgestellt. Bei der letzten Volkszählung am 25. Mai 1987 hatte der Ort ein Wohngebäude mit einer Wohnung und drei Einwohner.

## Religion
Zum Stichtag 23. März 1913 (Osterfest) wurde Löwenthal als Teil der katholischen Pfarrei Weiding mit einem Haus und 13 Seelen aufgeführt.
Am 31. Dezember 1990 hatte Löwenthal 6 Gemeindemitglieder und gehörte zur Pfarrei Weiding.

## Kultur und Sehenswürdigkeiten
Die ehemalige Mühle, ein Walmdachbau aus dem 17./18. Jahrhundert, wird heute (2012) als Pferdestall genutzt. Der Mühlentriebwerkskanal ist gut erhalten und treibt ein Zierwasserrad.